# Negociación dentro del hogar
La negociación dentro del hogar se refiere a las negociaciones que se llevan a cabo entre los miembros de un hogar con el fin de llegar a decisiones con respecto al hogar, como si gastar o ahorrar, ya sea para estudiar o trabajar.
La negociación se define tradicionalmente en términos económicos de las condiciones de negociación de una compra o un contrato y, en ocasiones, se utiliza en lugar del intercambio monetario directo. El proceso de negociación dentro de una familia es uno de los aspectos importantes de la economía familiar. La negociación también desempeña un papel en el funcionamiento y la toma de decisiones de los hogares, donde los acuerdos y decisiones a menudo no tienen valores monetarios directos y afectan a varios miembros del hogar.

## Teoría de juegos
Dentro de la unidad familiar y en el estudio matemático de la teoría de juegos, los estudiosos han definido dos tipos distintos de negociación: cooperativos y no cooperativos. En los modelos de negociación cooperativa (también llamada toma de decisiones colaborativa), los resultados de las negociaciones son más beneficiosos para todos los miembros del hogar, por lo que se los ha considerado un medio más "natural" de analizar la unidad familiar en comparación con modelos no cooperativos. En los modelos de negociación no cooperativa (también llamada toma de decisiones unitaria), los intereses personales motivan a las personas dentro del hogar en lugar del deseo de trabajar en colaboración y maximizar el beneficio de todos los miembros del hogar.

## Dinámica del hogar
El hogar se describe tradicionalmente como una unidad económica única que "funciona como un grupo para su propio bien", lo que significa que todos los miembros del hogar contribuyen de manera altruista para el beneficio y el funcionamiento de toda la familia. El hogar es "la unidad residencial básica en la que se organizan y llevan a cabo la producción económica, el consumo, la herencia, la crianza y el alojamiento". Aunque no siempre es sinónimo de familia, en el caso de la negociación dentro del hogar, en el que los miembros del hogar se consideran una unidad, el hogar es generalmente sinónimo.
Debido a que un hogar está compuesto por varias personas, surgen conflictos de intereses. Estos conflictos de intereses hacen que la negociación sea un hecho necesario de la vida familiar y crean un ambiente hogareño que no está universalmente gobernado por el altruismo. Estos conflictos de intereses tienen el potencial de crear un espectro de dinámicas intrafamiliares, que van desde un hogar no cooperativo a uno cooperativo (que refleja directamente los modelos de negociación teóricos de juegos). En el modelo no cooperativo, cada miembro del hogar actúa para maximizar su propia utilidad; en el modelo cooperativo, los hogares actúan como una unidad para "maximizar el bienestar de sus miembros" (descrito anteriormente como altruismo).

## Poder de negociación
El poder de negociación es "la capacidad relativa de cada una de las partes en una negociación o disputa para obligar o asegurar acuerdos conforme a sus propios términos". En otras palabras, "si ambas partes están en pie de igualdad en un debate, entonces tendrán el mismo poder de negociación", y, a la inversa, si una de las partes tiene una posición ventajosa en el debate, las partes tienen un poder de negociación desigual.
Más específicamente, lo que determina la igualdad o desigualdad del poder de negociación son las posiciones de respaldo relativas o "puntos de amenaza" de los individuos en el proceso de negociación; es decir, ¿qué negociador tiene más que perder (económica, socialmente, etc.)? En el contexto de la negociación dentro del hogar, el poder de negociación y la posición alternativa de un individuo se definen por la capacidad de uno mismo de sobrevivir y prosperar fuera de la familia.

### Factores que determinan las posiciones de respaldo

#### Activos individuales
El acceso que se tiene a los activos individuales, tanto económicos (como propiedad, tierra, riqueza o capacidad de generar ganancias) como personales (como trabajo), determina la posición alternativa porque están directamente relacionado con la capacidad de sobrevivir fuera del hogar.

#### Parámetros adicionales del hogar
El apoyo estructural, ya sea institucional o social, que un individuo tiene fuera del hogar determina cuan capaz sería uno de sobrevivir fuera del hogar.
- Los derechos individuales y el acceso a los recursos comunales. Los recursos comunales son entidades tales como los bosques públicos a partir de la cual los individuos y las familias pueden adquirir recursos (por ejemplo, leña o agua) que son necesarios para la subsistencia diaria.[12]
- La existencia de sistemas de apoyo social (ver también las redes sociales): sistemas de apoyo Social son la amistad, la familia, la casta, y cualquier otra agrupación social a partir de la cual se deriva apoyo emocional, beneficiando a la persona, a la salud en general y el aumento de su capacidad para sobrevivir fuera de la casa.[13]
- El apoyo del estado y de las organizaciones no gubernamentales (ONG): el Estado y el apoyo de las ONG podría aumentar poder de negociación de un individuo dentro del hogar, mediante la creación de una red de seguridad social. La labor de los estados, las ONG, y una red de seguridad social puede aumentar "el acceso al empleo, a los activos, el crédito, las infraestructuras, etc.".
- Las normas sociales y las "percepciones acerca de las necesidades, contribuciones y otros determinantes de los merecimientos". La aceptabilidad social (o falta de ella) de abandonar el hogar o vivir en formas no-tradicionales de la familia, la percepción de las necesidades sociales de los individuos dentro del hogar, y la baja valoración de ciertas tareas, como el trabajo de cuidado, regulan el poder de negociación que un individuo tiene dentro de los hogares, debido a que estos factores afectan directamente la capacidad del individuo para sobrevivir fuera del hogar.[14][15][16][17][18]

### Las desigualdades en el poder de negociación
El acceso desigual a posiciones de respaldo fuertes crea una situación en la que diferentes individuos dentro del hogar tienen más o menos poder de negociación y, por lo tanto, tienen más o menos influencia sobre la toma de decisiones en el hogar. Al considerar los factores que determinan la posición alternativa en la negociación intrafamiliar y qué poblaciones tienen acceso a posiciones de repliegue positivo, la investigación de Bina Agarwal en comunidades rurales de Asia meridional muestra que sus mujeres tienen menos acceso a un fuerte poder de negociación y sus intereses no se reflejan en las decisiones del hogar.

#### Los activos individuales
En las sociedades del sur de Asia, la tierra es uno de los activos individuales más valiosos que puede aumentar el poder de negociación de un individuo; sin embargo, es más raro y difícil para las mujeres poseer tierras que los hombres por varias razones: las leyes de herencia que permiten a las mujeres heredar tierras no se aplican con fuerza. Para poseer tierras las personas deben obtener un cierto nivel de educación, al cual las mujeres tradicionalmente no han tenido acceso, poseer tierras y hacer cumplir las leyes depende del "acceso económico y físico a la maquinaria legal", así como del acceso a funcionarios del gobierno. Debido a los desiguales derechos de género a la propiedad de la tierra, las mujeres del sur de Asia son menos capaces de proporcionar ingresos al hogar, lo que disminuye su poder de negociación en el hogar.

#### Las normas sociales y las percepciones de género
Debido al rol tradicional de las mujeres en el sur de Asia como cuidadoras en el hogar en lugar de trabajadores que aportan un ingreso al hogar, las mujeres no son socialmente percibidas como merecedoras de más oportunidades porque el valor se correlaciona con la riqueza y no la calidad o cantidad de trabajo que uno ha hecho.